# アカシオ・コルデイロ・バレット
アカシオ (Acácio) こと、アカシオ・コルデイロ・バレット（Acácio Cordeiro Barreto、1958年1月24日 - ）は、ブラジル出身の元同国代表サッカー選手、サッカー指導者。ポジションはゴールキーパー。
ブラジル代表として6試合出場し、FIFAワールドカップにも出場した。

## 代表歴
- 1986年 - 1990年 ブラジル代表
  - 代表通算 - 6試合0得点
  - 1983年 - コパ・アメリカ (準優勝)
  - 1989年 - コパ・アメリカ (優勝)
  - 1990年 - FIFAワールドカップ